# یورگن هن
یورگن هن (انگلیسی: Jürgen Henn؛ زادهٔ ۲ ژوئن ۱۹۸۷) بازیکن سابق و مربی فوتبال اهل استونی است.
از باشگاه‌هایی که در آن بازی کرده است می‌توان به باشگاه فوتبال فلورا تالین اشاره کرد.